# عمارة قوطية فرنسية
العمارة القوطية الفرنسية هي طراز معماري ظهر في فرنسا عام 1140، وكان سائدًا حتى منتصف القرن السادس عشر. من أبرز الأمثلة على الكاتدرائيات القوطية الرائعة في فرنسا، كاتدرائية نوتردام، وكاتدرائية وريمس، وكاتدرائية شارتر، وكاتدرائية أميان. من خصائصها الأساسية السعي وراء المظهر العمودي (الرأسي) أو الارتفاع، والاستخدام الخلّاق لأكتاف التدعيم وابتكارات معمارية أخرى تُستخدم لتوزيع وزن الهياكل الحجرية على الدعامات في الخارج، مما يسمح بارتفاع وحجم غير مسبوقَين. سمحت التقنيات الجديدة أيضًا بإضافة نوافذ أكبر، منها نوافذ الزجاج المعشق الضخمة، التي ملأت الكاتدرائيات بالضوء. نُسخ الطراز الفرنسي على نطاق واسع في أجزاء أخرى من أوروبا الشمالية، خصوصًا ألمانيا وإنجلترا. وقد استُبعدت بشكل تدريجي عن كونها الطراز الفرنسي المهيمن في منتصف القرن السادس عشر من قِبل عمارة النهضة الفرنسية.

## الأصل
نشأت العمارة القوطية الفرنسية نتيجةً لظهور دولة فرنسية قوية في القرن الثاني عشر في منطقة إيل دو فرانس. في عهد لويس السادس من فرنسا (1081-1137)، كانت باريس المقر الرئيسي لملوك فرنسا، وكانت ريمس مكان التتويج، وأصبح دير سانت دينيس مكان دفنهم الاحتفالي. كان  إمام سانت دينيس، سوجر، مستشارًا لِلويس السادس ولويس السابع، بالإضافة إلى أنه كان مؤرخًا. أشرف على إعادة بناء العيادة الخارجية لسانت دينيس، ما جعلها المثال الأول والأكثر تأثيرًا في الهندسة القوطية في فرنسا.
خلال الفترة الأخيرة من سلالة الكابيتيون (1180 إلى 1328)، كان هناك ثلاثة ملوك؛ وهم فيليب أغسطس (1180-1223)، ولويس التاسع ملك فرنسا (1226-1270)، وفيليب بيل (1285-1314)، جعلوا فرنسا قوةً اقتصاديةً وسياسيةً كبرى في القارة. شهدت الفترة أيضًا تأسيس جامعة باريس أو جامعة السوربون. أنتجت الطرازات القوطية العالية والقوطية المتوهجة، وبناء بعض الكاتدرائيات الأكثر شهرة، بما في ذلك كاتدرائية شارتر، وكاتدرائية ريمس، وكاتدرائية آميان.

## السمات

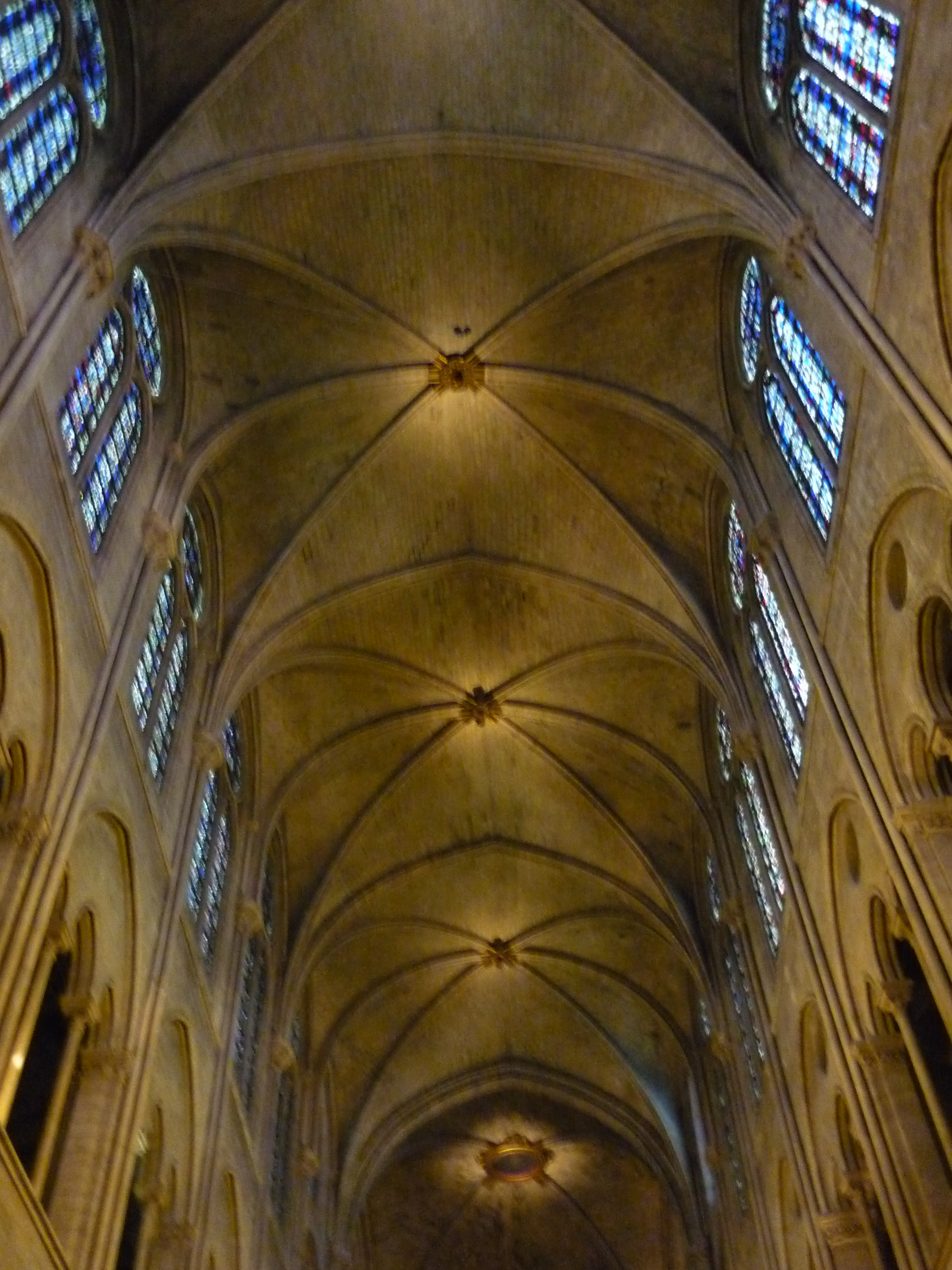
داخل كاتدرائية نوتردام
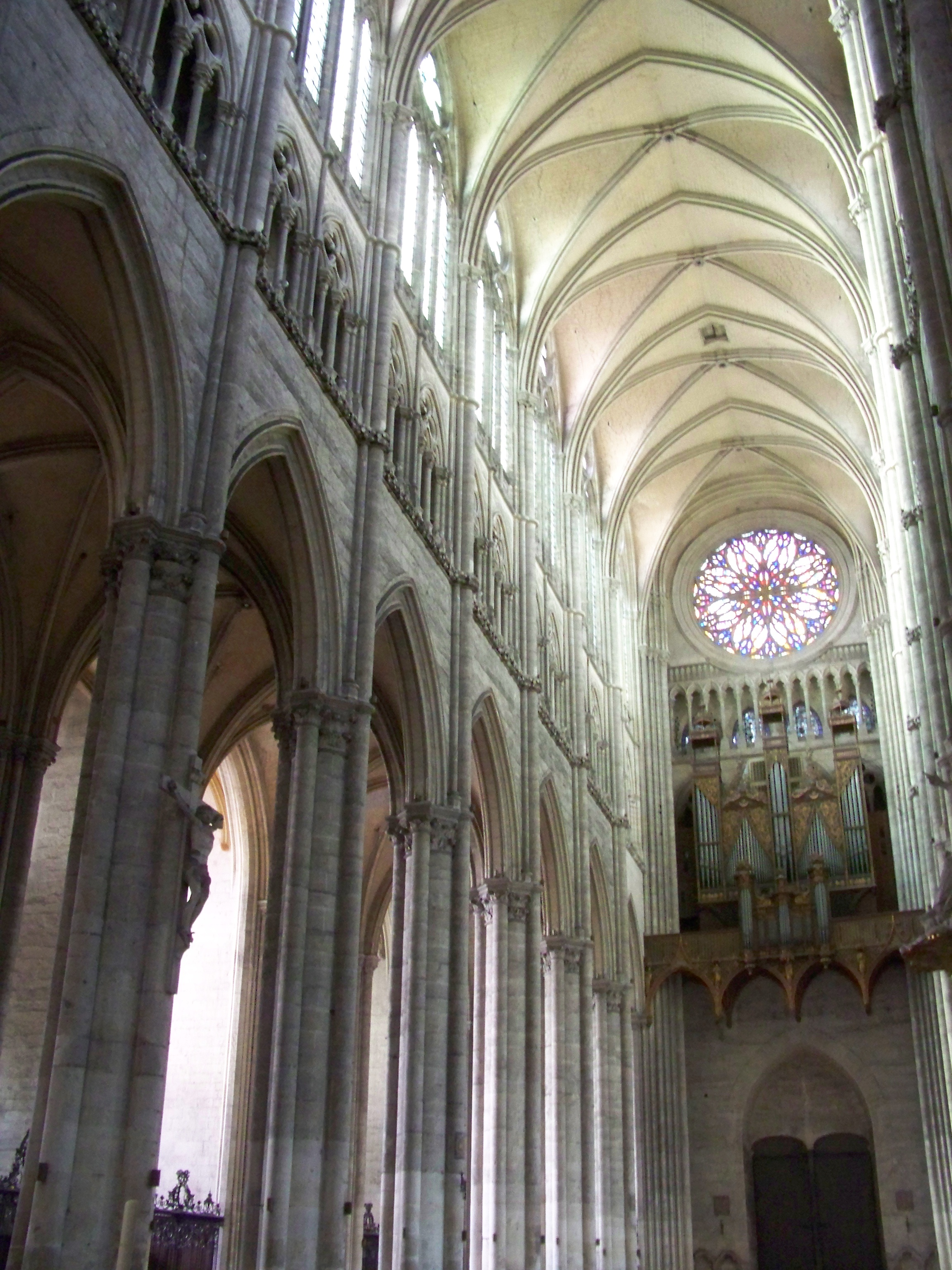
منظر داخلي لكاتدرائية أميان
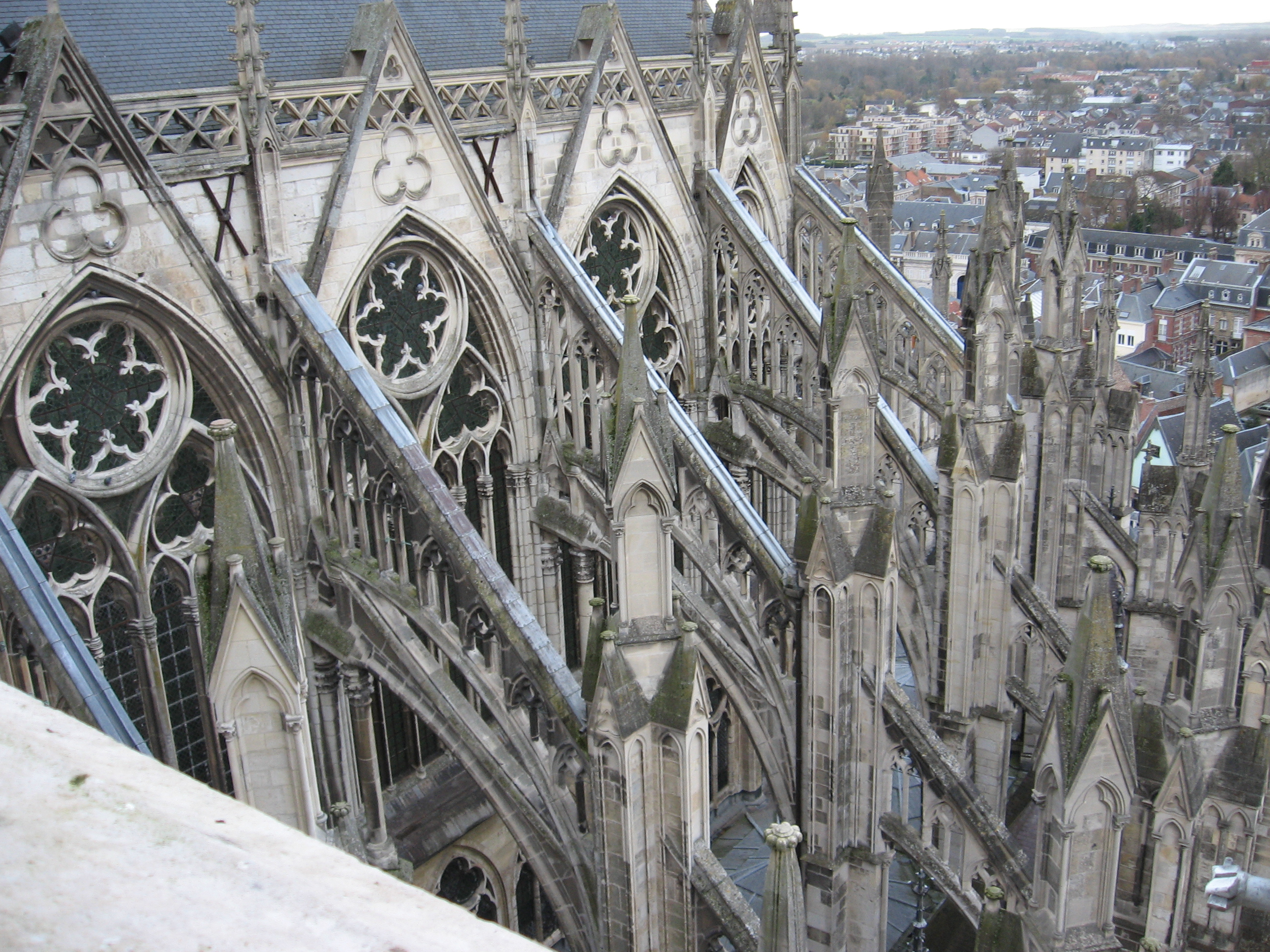
أكتاف تدعيم كاتدرائية أميان
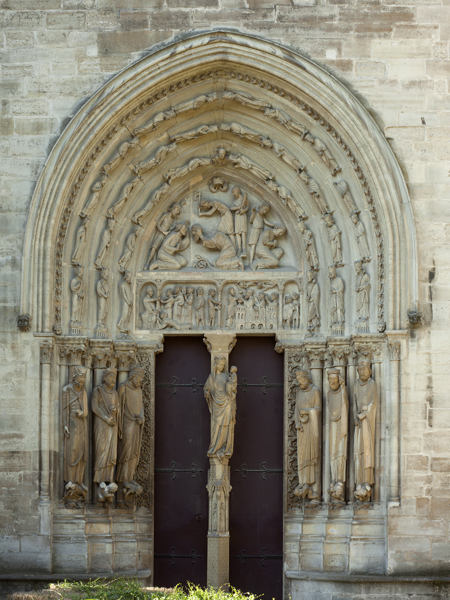
البوابة الشمالية لكاتدرائية سان دوني
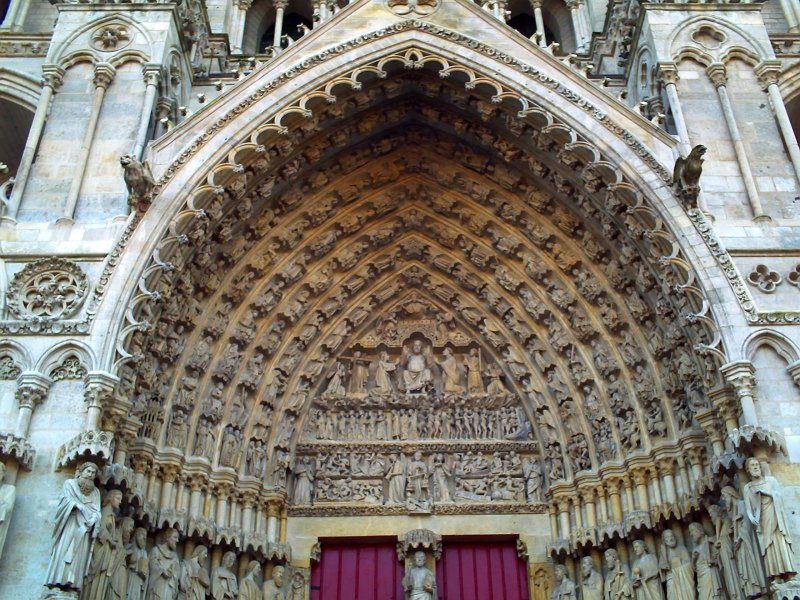
طبلة يوم الحساب في كاتدرائية أميان
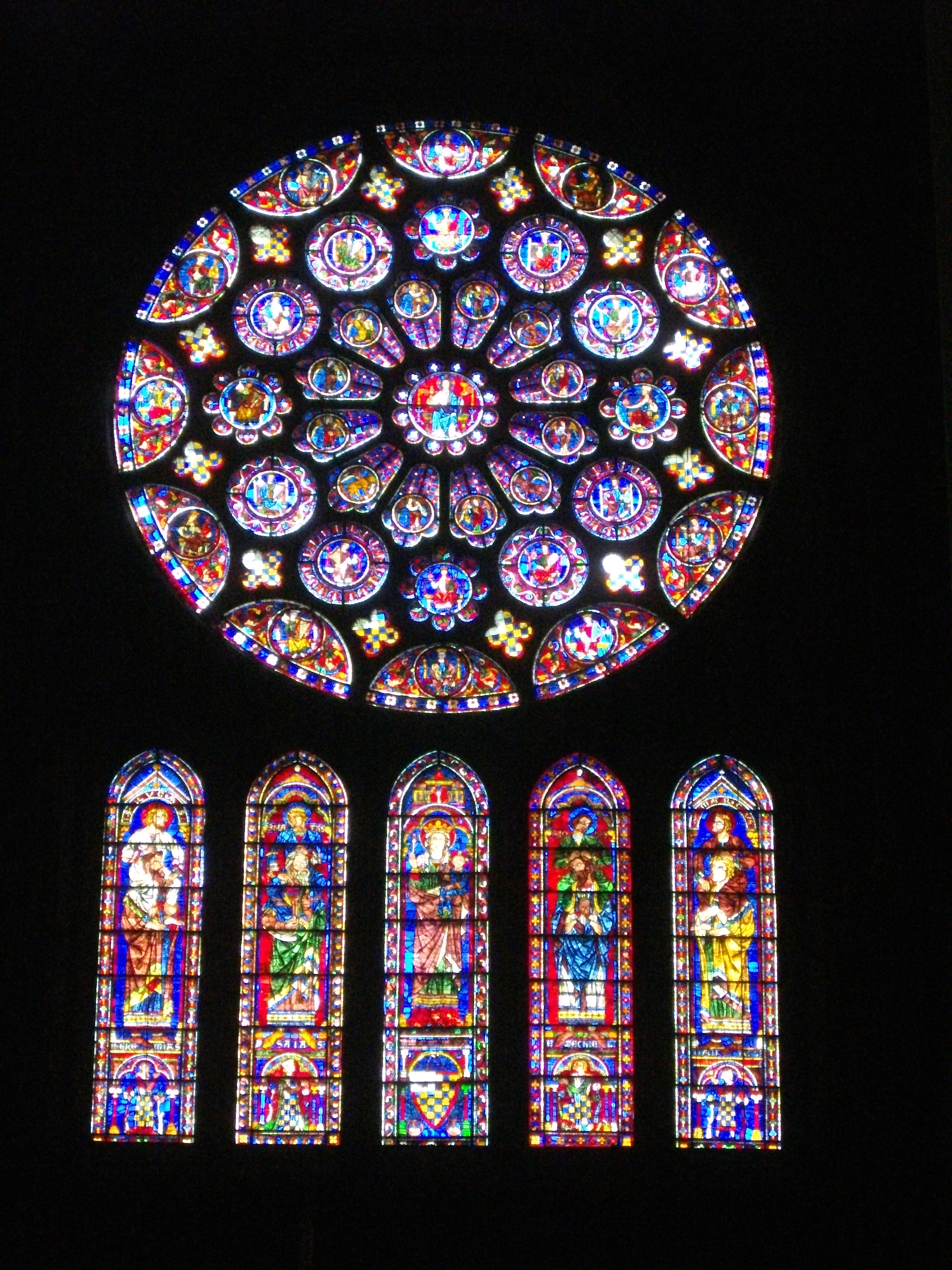
نافذة وردية في كاتدرائية شارتر

## مميزات العمارة القوطية الفرنسية

### العقد
ظهر النمط القوطي نتيجة الاستخدام المبتكر للتقنيات الحالية، مثل القوس المدبب والعَقْد. كانت العقود معروفةً في الفترة الرومانسكية السابقة، لكن لم يكن يُستخدم على نطاق واسعِ أو فعال حتى الفترة القوطية. حملت الأضلاع المتقاطعة للعقد الأحمال إلى الخارج والأسفل، إلى مجموعات من الدعامات والأعمدة الداعمة. كانت الأضلاع السابقة التي استُخدمت في كاتدرائية ساينس وكاتدرائية نوتردام تحتوي على ست مقصورات من خلال الأضلاع والأقواس المتقاطعة، والتي نقلت الحمل إلى أعمدة ودعامات. ظهر ابتكار جديد خلال العمارة القوطية العليا: العقد المكون من أربعة أجزاء، والذي استُخدم في كاتدرائية شارتر، وكاتدرائية ريمس، وكاتدرائية آميان. وزعت أضلاع هذا العقد الأحمال بشكل متساو على الأعمدة الأربعة الداعمة الموجودة أسفله، وخلقت صلة أكبر بين الكنيسة والأجزاء السفلية من جدران الكنيسة، وبين الأروقة في الأسفل والنوافذ في الأعلى. سمح ذلك بجدران أكبر وأرق، وساهم بإظهار العمودية التي قدمتها الكاتدرائيات الحديثة بشكل أكبر.

### القبو المضلع
ظهر الطراز القوطي من الاستخدام الخلّاق لتقنيات موجودة، مثل القوس البارز (المدبب) والقبو المضلع (العقد). كان القبو المضلع معروفًا في الفترة الرومانية السابقة (الرومانسكيّة)، لكنه لم يُستخدم بشكل موسع وفعال حتى مجيء الفترة القوطية. حملت الأضلاع المتصالبة للقبو الوزن إلى الخارج وإلى الأسفل، إلى مجموعات الأعمدة والركائز الداعمة. كان للأقبية المضلعة السابقة، التي استُخدمت في كاتدرائية سينس وكاتدرائية نوتردام، ست حجيرات تحدّها الأضلاع والقوس المتصالب معها، الذي ينقل الوزن إلى الأعمدة والركائز المتناوبة. ظهر ابتكار جديد خلال الفترة القوطية العليا: وهو القبو المضلع ذو الأربعة أجزاء، استُخدم في كاتدرائية شارتر وكاتدرائية أميان وكاتدرائية ريمس. وزعت أضلاع هذه الأقبية الوزن بشكل متساوي أكثر على الركائز الأربعة الداعمة من الأسفل وأنشأت ارتباط أوثق بين صحن الكنيسة الأقسام السفلية من جدرانها، وبين الأروقة المُعمدة السفلية والنوافذ في الأعلى. مما سمح بارتفاع أكبر وجدران أقل سماكة وساهم بإظهار الشكل الرأسي بشكل أكبر والموجود في الكاتدرائيات الجديدة.

### أكتاف التدعيم
وهي الابتكار الثاني الأكبر للطراز القوطي، الذي استُخدم لأول مرة في كاتدرائية نوتردام. تنقل الأكتاف وزن السقف المُركز إلى خارج الجدران، إذ يقوم الكتف بمقاومته بواسطة وزنه. أُضيفت قمم حجرية ثقيلة في أعلى الأكتاف، لموازنة قوة الدفع من داخل الجدران. سمحت الأكتاف بتخفيض كبير في سماكة جدران الكاتدرائية، مما سمح باستخدام نوافذ أكبر في داخل الكنيسة. في كنائس مثل سان شابيل، وبفضل الأكتاف، صُنعت الجدران بالكامل تقريبًا من الزجاج المعشق.
قدم تطوير الأقبية المضلعة والأكتاف تغيرات تدريجية في الهيكل الداخلي للكاتدرائيات. كانت جدران صحن الكنيسة في الكاتدرائيات القوطية السابقة تُبنى على أربع طبقات، بهو مع أعمدة على مستوى الأرض (الطابق الأرضي)؛ وبعدها المنبر، قاعة (رواق) مع نوافذ؛ وبعدها الشرفة ثلاثية العقود، بصف أصغر من النوافذ، وأخيرًا صف النوافذ الأعلى في حائط الكنيسة (مُنوِّر الكنيسة)، أسفل الأقبية المضلعة تمامًا. خلال الفترة القوطية العليا، مع تطور القبو ذي الأجزاء الأربعة وأكتاف التدعيم، أُلغي المنبر في كاتدرائية شارتر وكاتدرائيات أخرى جديدة، مما يسمح بنوافذ وأروقة أطول. بحلول القرن الخامس عشر، في كاتدرائية روين، اختفى الرواق ثلاثي العقود أيضًا، ومُلئت الجدران بين العوارض بالنوافذ العالية.

### البوابة والطبلة (سطح القوصرة الغائر)
عنصر خلاق آخر في الكاتدرائيات القوطية الفرنسية، والتي، حسب التقليد المسيحي الطويل، تكون مواجهة للغرب. امتلكت كاتدرائية سان دوني ثلاث بوّابات (بوّابة ثلاثية)، مزينة بأعمدة على هيئة تماثيل لحواريي المسيح والقديسين حول المداخل، ومشاهد من الإنجيل زاخرة بمجموعة من التماثيل المنحوتة حول المداخل. اعتُمدت هذه البوابة الثلاثية من قِبل كل الكاتدرائيات الكبيرة. أصبح سطح القوصرة الغائر فوق المدخل، الزاخر بأشكال منحوتة تمثل قصة من الإنجيل، من مميزات الكاتدرائيات القوطية. اقتداءً بنموذج أمينس، يُظهر سطح القوصرة فوق البوابة الرئيسية بشكل تقليدي صورة الحساب الأخير (يوم القيامة)، نُظهر البوابة اليمينية ترسيم (تكريس) مريم العذراء، وتُظهر البوابة اليسارية حَيَوات القديسين الذين كانوا مهمين للأبرشية.

### الزجاج المعشق والنافذة المزخرفة على شكل زهرة
كانت نوافذ الزجاج المعشق الكبيرة والنوافذ المزخرفة على شكل زهرة سمة مميزة أخرى للطراز القوطي. كانت بعض النوافذ القوطية، مثل تلك التي في كاتدرائية شارتر، تقطع الجدران الحجرية. نوافذ أخرى، مثل تلك التي في كنيسة نوتردام وريمس، كانت متوضعة في إطارات حجرية مركبة ومثبتة على الجدران. كان من أكثر الأشكال الشائعة نافذة الروشن (أوكولوس)، نافذة دائرية صغيرة مع نافذتين على شكل رمح، أو نوافذ على شكل قوس مدبب، تحتها مباشرةً. كانت نافذة الزهرة من أشهر أشكال الطراز القوطي. وُضعت في الأجنحة والمداخل لتأمين الضوء لصحن الكنيسة. كانت أكبر نوافذ الزهرة بقطر عشرة أمتار. كان إطارهم غالبًا من مفاصل حجرية بنمط زخرفي على شكل زهرة، للمساعدة على مقاومة الرياح. كانت النوافذ القوطية تتوضع في إطار حجري منفصل عن الجدار، وليست مدمجة فيه.
كانت النوافذ السابقة مصنوعة من قطع زجاج معتم، معدّلة برسم ترميدي، وثُبتت في المكان بقطع من الرصاص أحاطت الأشكال. مع ازدياد كبر النوافذ، استُخدمت ألوان حادة أكثر. بعد عام 1260، أصبحت الألوان أفتح، وأصبح مزيج الترميد مع الظلال الشاحبة للأصفر شائعًا أكثر، وتمتلك كاتدرائية لو مان بعض أروع النوافذ الأصلية الباقية.

## بدايات الطراز القوطي – كاتدرائيات سان دوني وسينس وسُنلي ونوتردام

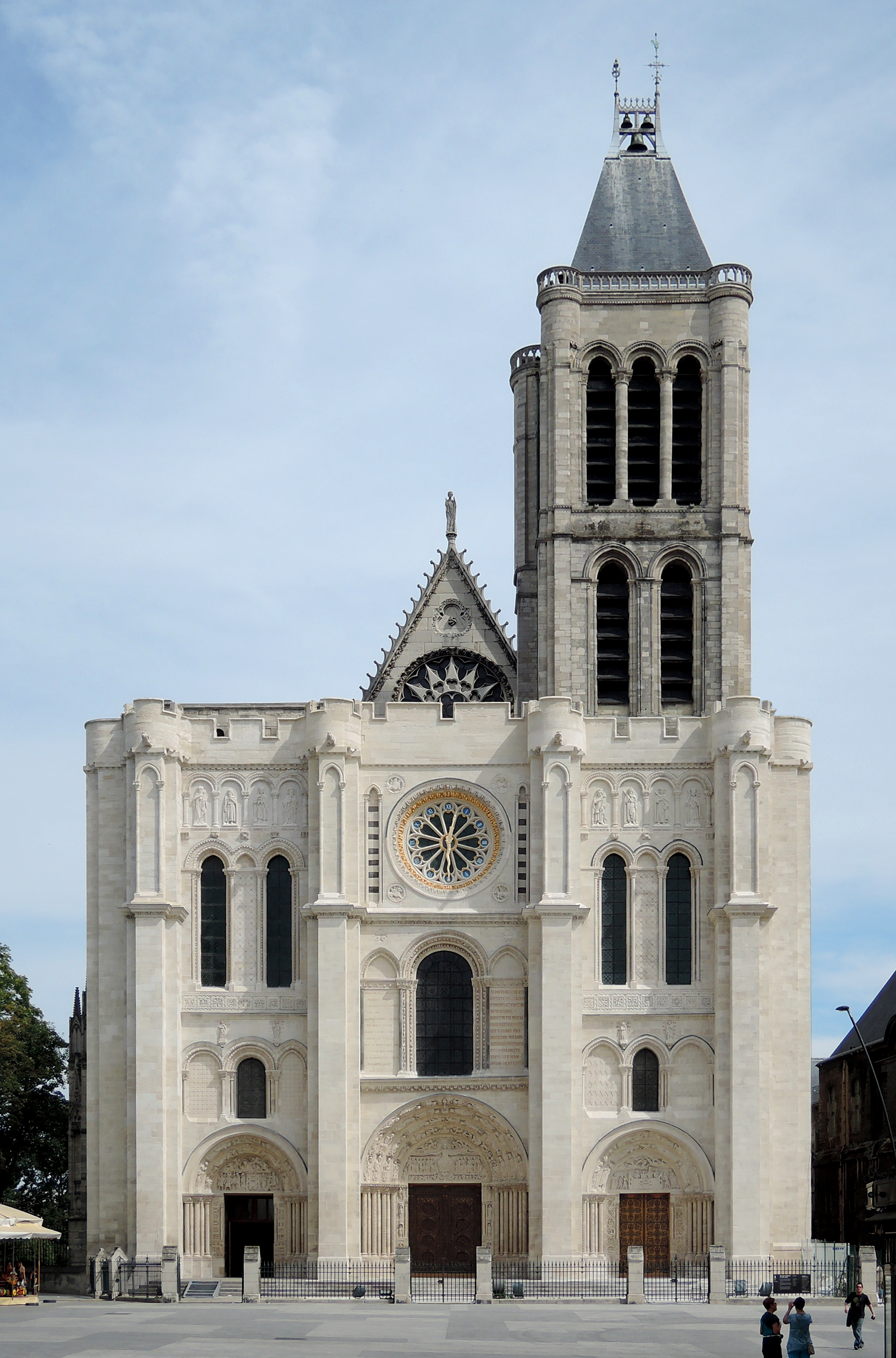
الواجهة الغربية لكاتدرائية سان دوني (1135–40)
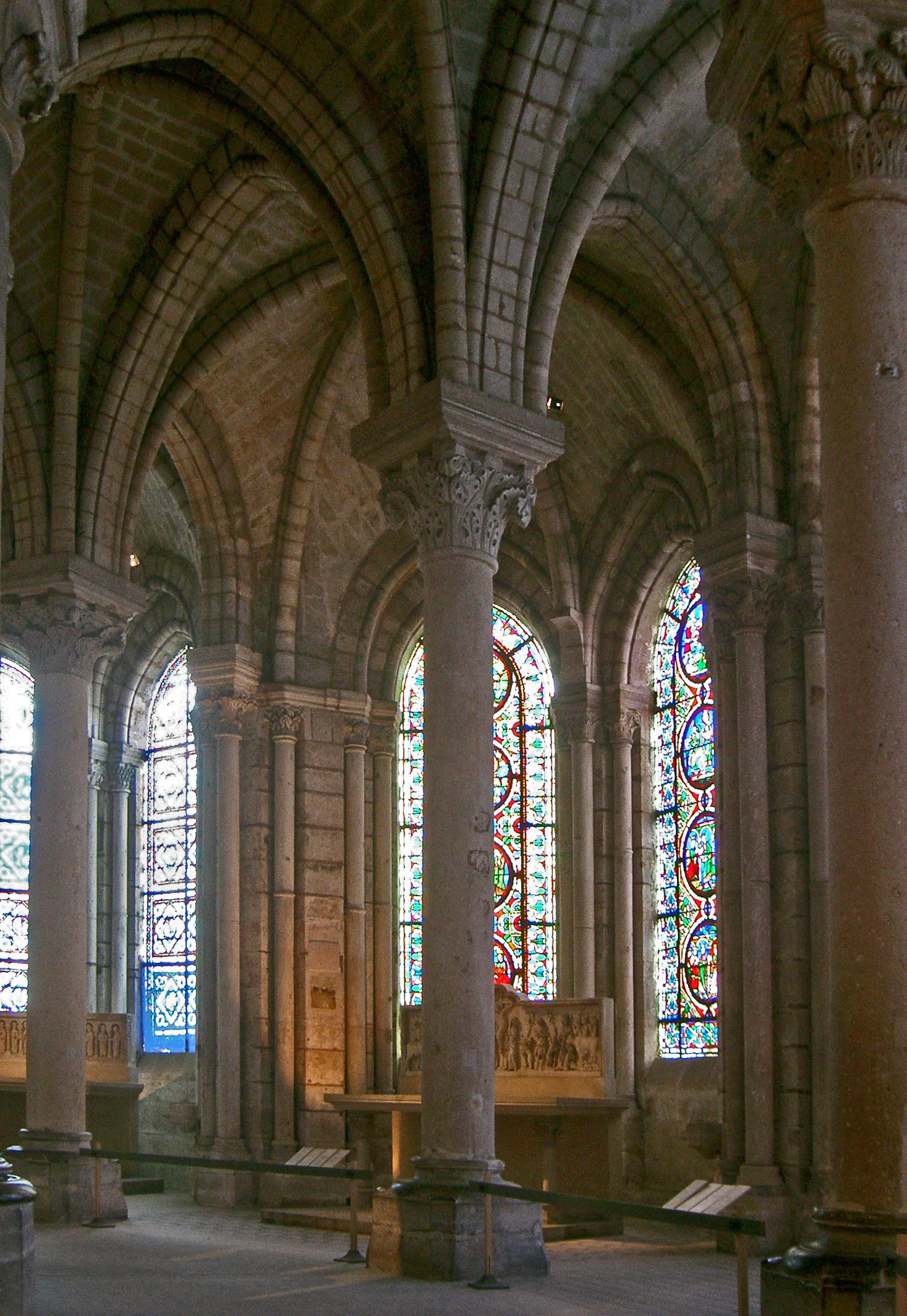
داخل كاتدرائية سان دوني
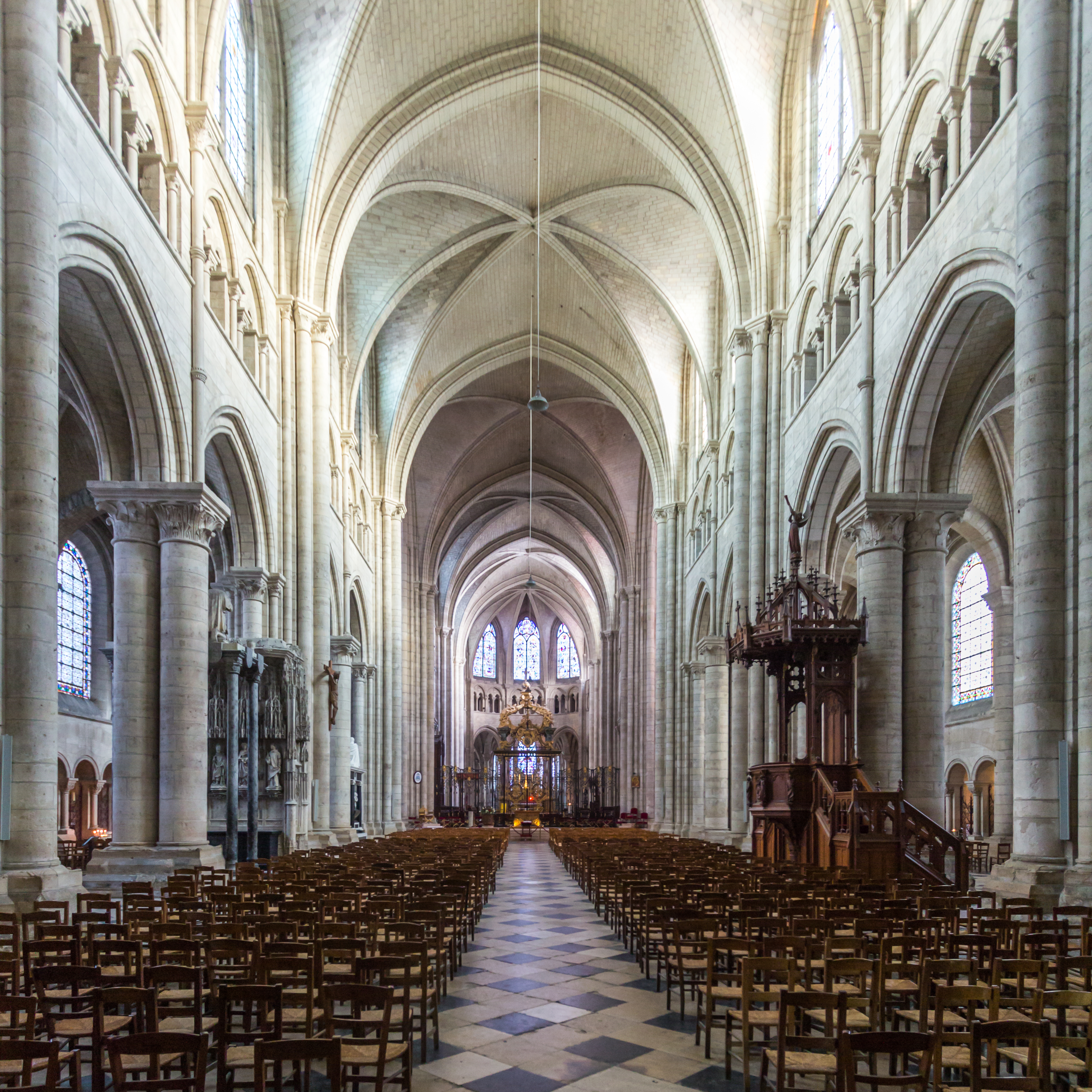
صحن كاتدرائية سينس
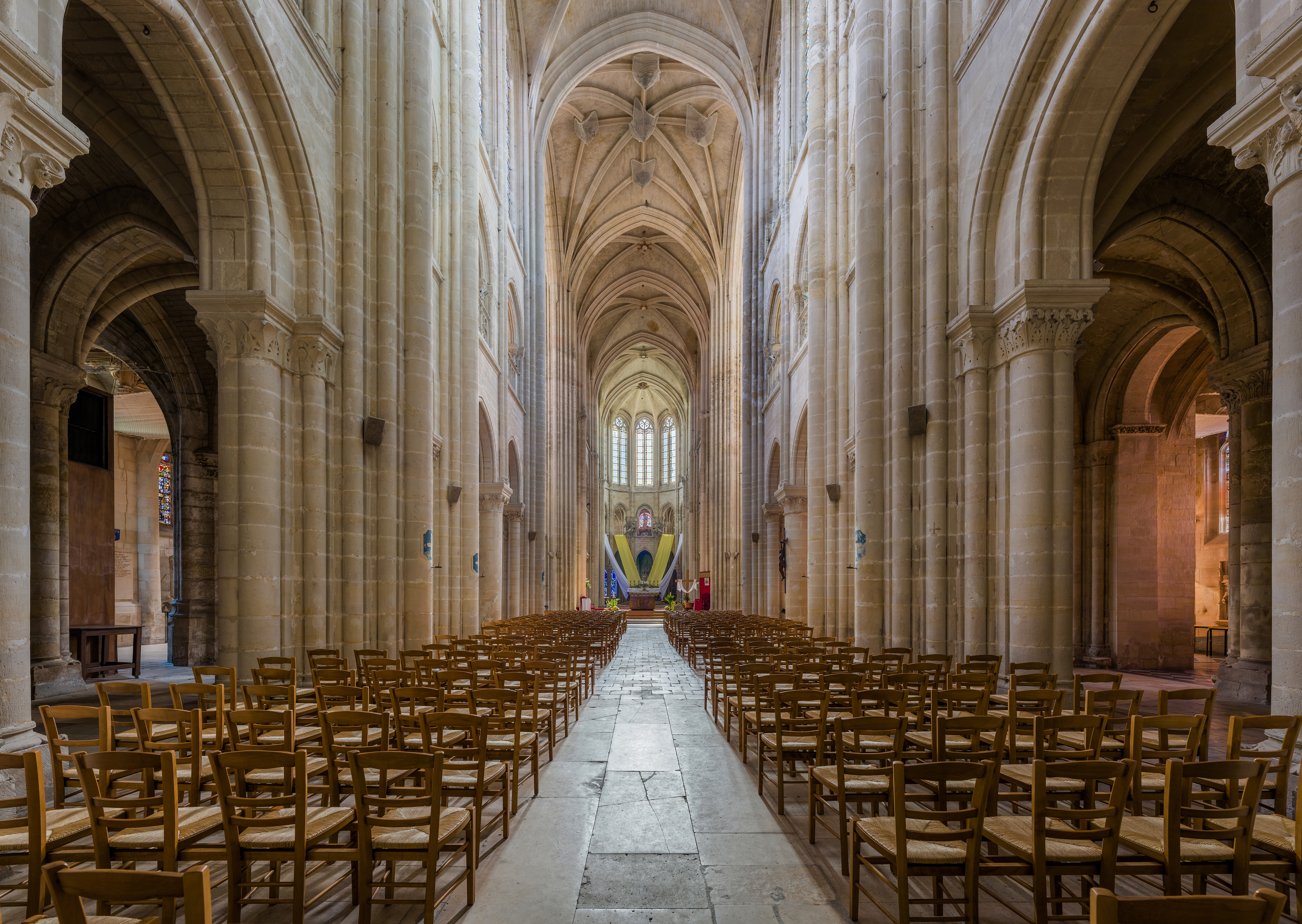
صحن كاتدرائية ساليس (1153–91)
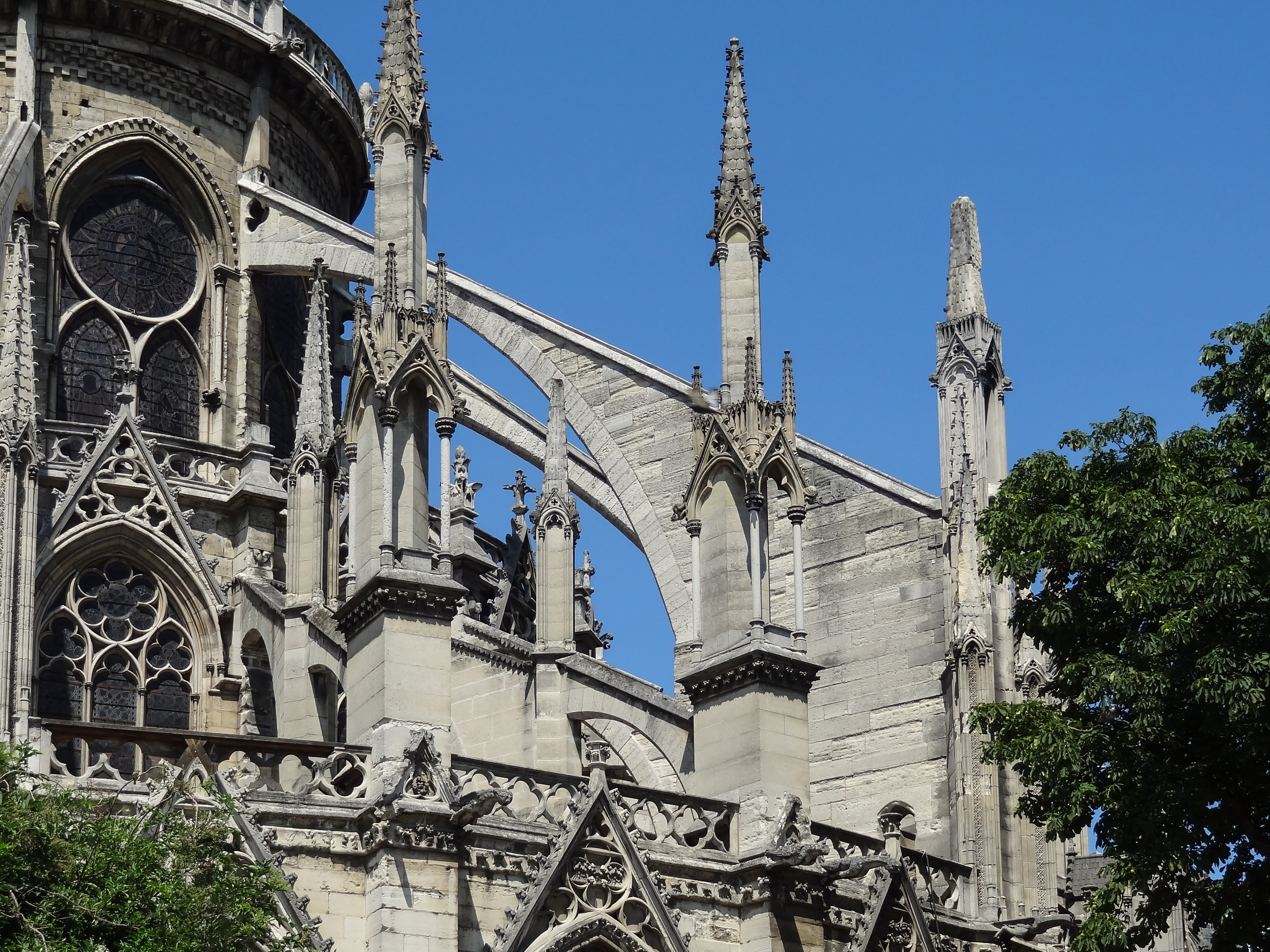
أكتاف تدعيم كاتدرائية نوتردام (1163–1345)

كان مهد الطراز الجديد هو كنيسة سان دوني في إيل دو فرانس، ليس بعيدًا عن باريس من جهة الشمال، إذ بدأ، في عام 1137، رئيس الدير سوغر بإعادة بناء دير كنيسة عهد (عصر) الكارولينجون. بدأ ببناء هيكل جديد مع برجين على غرب الكنيسة الأساسية، وبعدها من عام 1140 إلى 1144 بدأ بإعادة تشكيل الكنيسة القديمة. كانت معظم تعديلاته تقليدية، لكنه صنع ابتكارًا ملموسًا واحدًا؛ قرر إنشاء مجلس جديد للمُرتلين (الكورال) في النهاية الشرقية للمبنى، مُزيلًا الجدران الداعمة التقليدية للكنائس القديمة، مما أعطى الداخل مظهرًا واسعًا لافت للنظر وارتفاعات أكبر.
لتحقيق غاياته، استوحى بنّاؤو سوغر العناصر الجديدة العديدة المطوّرة أو المُدخلة إلى العمارة الرومانية (الرومانسكيّة): القوس المدبب؛ القبو المضلع؛ الممشى مع معابد (مصليات) متشعبة؛ والأعمدة المطوّقة بالأضلاع التي دعّمت القبو. أنشأ البنّاؤون جدران الكنيسة في أربع طبقات؛ الرواق المعمد، الذي تلقى صفي أعمدته أضلاع أقبية (عقد) السقف؛ المنبر فوقه، قاعة (رواق) ذات أعمدة أخفت المساند أو الدعامات التي ضغطت على الجدران؛ الرواق ثلاثي العقود، رواق ضيق آخر؛ وأسفل السقف تمامًا، الجدار الأعلى في حائط الكنيسة والذي يُدعى بالمنوّر، حيث تتوضع النوافذ. يمكن إيجاد كل هذه الأشكال في الفترة الرومانسكيّة، لكنها اجتمعت كلها لأول مرة واختلفت النتيجة كثيرًا عن العمارة الرومانسكيّة السابقة. قدم سوغر ابتكار آخر، وهو استخدام الأعمدة التي على شكل تماثيل للقديسين لتزيين بوّابة الكنيسة، مما أضاف عنصرًا رأسيًا (شاقوليًا) جديدًا للواجهة. نُسخت هذه الفكرة أيضًا في الكاتدرائيات الجديدة.
سريعًا، أصبح الطراز الجديد معروفًا عند بنّائي الكاتدرائيات الجديدة، أبرزها كاتدرائية سينس، أول كاتدرائية قوطية (بدأ بناؤها عام 1135)؛ سونلي (1160)، وأهم واحدة، كاتدرائية نوتردام في باريس (1160). تخلى البناؤون عن الخطط التقليدية وأدخلوا العناصر القوطية الجديدة. ذهب بنّاؤو كاتدرائية نوتردام أبعد من ذلك بإدخال أكتاف التدعيم -أعمدة تدعيم ثقيلة تتوضع خارج الجدران وموصولة بأقواس إلى الجدران- التي تلقت ووازنت القوة الدافعة من الأقبية المضلعة للسقف. سمح هذا للبنائين ببناء جدران بارتفاعات أكبر ونوافذ أكبر.